# Martin Mansergh

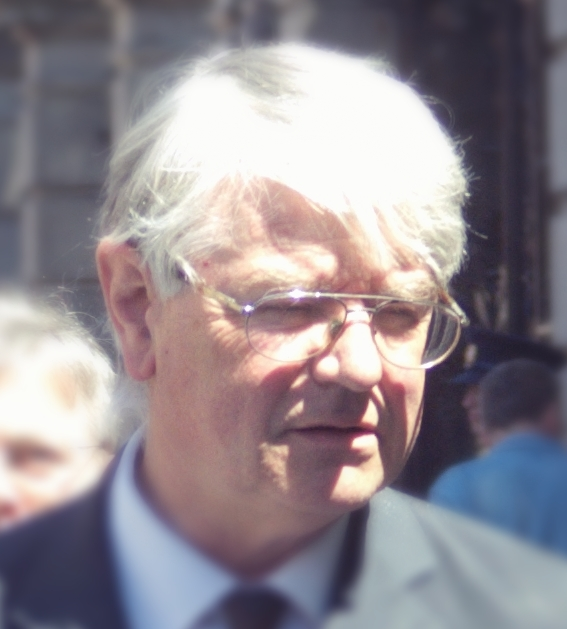
Martin Mansergh

Martin George Southcote Mansergh (* 31. Dezember 1946 in Woking, Surrey, Vereinigtes Königreich) ist ein irischer Politiker der Fianna Fáil. Er war sowohl Mitglied im Ober- als auch im Unterhaus des Oireachtas, das irische Parlament.

## Biografie
Martin Mansergh studierte Politik, Philosophie und Wirtschaftswissenschaften am Christ Church College der University of Oxford. Er promovierte in Geschichte über die vorrevolutionäre Zeit in Frankreich. 1974 trat er in den diplomatischen Dienst Irlands ein. Beginnend mit der Regierungszeit Charles Haugheys wurde er der wichtigste Berater der Partei Fianna Fáil, insbesondere in der Frage Nordirlands.
2002 versuchte Mansergh, bei den Wahlen zum Dáil Éireann im Wahlkreis Tipperary South einen Sitz zu erreichen. Dort war er jedoch nicht erfolgreich, konnte aber im August 2002 dann über die Landwirtschaftsliste in den Seanad Éireann einziehen. Bei den Wahlen zum Dáil Éireann 2007 war er dann für den Wahlkreis Tipperary South erfolgreich. 
Am 13. Mai 2008 wurde Mansergh von Taoiseach Brian Cowen in der Regierung Cowen zum Staatsminister für das Office of Public Works im Finanzministerium sowie als Staatsminister für Kunst im Kulturministerium ernannt. 
Bei den Wahlen 2011 verlor er dann seinen Sitz im Dáil Éireann. Es scheiterte auch der Versuch, über die Landwirtschaftsliste erneut in den Seanad einzuziehen. 
Seit 2018 ist er Mitglied der Royal Irish Academy.

## Werke
- Martin Mansergh: The Legacy of History for Making Peace in Ireland, ISBN 9781856353892, Cork: Mercier Press 2003